# Buthacus algerianus
Espèce
Synonymes
- Buthacus leptochelys algerianus Lourenço, 2006

Buthacus algerianus est une espèce de scorpions de la famille des Buthidae.

## Distribution
Cette espèce est endémique de la wilaya de Béni Abbès en Algérie. Elle se rencontre vers Béni Abbès.

## Description
Le mâle holotype mesure 43,4 mm et la femelle paratype 43,9 mm.

## Systématique et taxinomie
Cette espèce a été décrite sous le protonyme Buthacus leptochelys algerianus par Lourenço en 2006. Elle est placée en synonymie avec Buthacus ziegleri par Kovařík, Lowe et Šťáhlavský en 2016. Elle est relevée de synonymie et élevée au rang d'espèce par Lourenço en 2017.

## Étymologie
Son nom d'espèce lui a été donné en référence au lieu de sa découverte, l'Algérie.

## Publication originale
- Lourenço, 2006 : « Further considerations on the genus Buthacus Birula, 1908 (Scorpiones, Buthidae), with a description of one new species and two new subspecies. » Boletín Sociedad Entomológica Aragonesa, no 38, p. 59-70 (texte intégral).